# 京田辺警察官殺害事件
京田辺警察官殺害事件（きょうたなべ けいさつかんさつがいじけん）は、2007年（平成19年）9月18日に京都府京田辺市で、当時16歳の少女が警察官（京都府南警察署勤務）である父親を殺害した事件。

## 経緯
2007年（平成19年）9月18日午前4時頃、少女は自宅2階の寝室で寝ていた父親の首を手斧（刃渡り11cm、柄約30cm）で切りつけて失血死させた。午前4時40分頃、少女の母親が「父親が首を切って自殺した」と119番通報。消防からの連絡で田辺署員が駆け付けたところ、2階の寝室のベッドで血塗れで死亡していることが確認された。1階キッチンに手斧が落ちており、側にいた少女の服に返り血が付いていたため、署員が事情を聞いたところ犯行を認めたため、殺人容疑で緊急逮捕した。
少女は犯行の5日前に自宅近くのホームセンターで手斧を購入していた。少女は動機について「父親の女性関係に数年前から疑問を抱いていた。ギロチンにしようと思った」と府警の調べに供述したとされる。
10月5日、京都地検は少女を殺人の非行事実で家裁に送致したが、計画性と残虐性を考慮して刑事処分相当との意見を付けた。
10月18日、第一回審判で京都家裁は少女の心理状態鑑定を決定した。

## 家裁送致
2008年（平成20年）1月23日、京都家裁の決定で裁判長は動機について、厳しいしつけをしてきた父に女性関係があって、生理的な嫌悪感や不快感を抱いていたが、そんな父親に専門学校進学の許諾を得なければならなかったことに強い屈辱感を持ったためとし、6月頃には殺害を計画したとした。
そして、犯行が残忍で計画性が認められる重大事案として、原則検察官に送致すべき事件 としつつも、少女の、こだわりが強いという特性や潔癖を願う気持ちが強い性格により、抑うつ症状が強まっていたとして、保護処分とする特段の事情があると結論。
謝罪する気持ちがあることや家族の処罰感情が強くないことも考慮し、長期間の矯正教育を施して更生を図るべきだとして、中等少年院送致の保護処分を決定した。異議はなく、そのまま確定した。

## 事件の影響
一部メディアは、少女が中学2年以降からゴシック・アンド・ロリータ（ゴスロリ）に興味を示すようになり、犯行時もそれらの服を着ていたと報じた。
また、同年9月24日には、長野県で少年が斧で父親を殴打し負傷させる事件が発生し、逮捕された少年は、テレビで京田辺の事件を見て斧を凶器に選んだと供述している。
また、東海テレビ、テレビ埼玉などで放送されていたアニメ『ひぐらしのなく頃に解』や、独立UHF局などで放送されていたアニメ『School Days』が本事件を想起させるとの理由で、数局で放送が打ち切られた。